# Temporada da NHL de 1944–45
A temporada da NHL de 1944–45 foi a 28.ª  temporada da National Hockey League (NHL). Seis times jogaram 50 partidas cada. O Toronto Maple Leafs venceu a Stanley Cup em sete jogos contra o Detroit Red Wings.

## Temporada Regular
O presidente da NHL Red Dutton ofereceu sua renúncia por conta de problemas de negócios particulares, mas o Quadro de Governantes o dissuadiu. Conn Smythe, em um certo ponto, teve a presidência a ele oferecida, mas declinou a proposta. Dutton, então, permaneceu.
Foi o ano da "Linha do Murro", já que Rocket Richard  marcou 50 gols em 50 partidas, quebrando o recorde de 44 gols de Joe Malone, e quando Richard marcou seu 45°, Malone estava lá para presenteá-lo com o disco da quebra do recorde. Richard  teve uma noite de 5 gols e 3 assistências contra Detroit no Montreal Forum em 28 de dezembro de 1944. Seu central, Elmer Lach, todavia, venceu a corrida da pontuação com 26 gols e 80 pontos. Toe Blake terminou em terceiro, com 29 gols e 38 assistências, e pela segunda vez, uma linha inteira terminou em primeiro, segundo e terceiro na artilharia. A outra vez havia sido em 1939–40, quando a Linha Kraut do Boston Bruins de Milt Schmidt, Bobby Bauer e Woody Dumart conseguiu o feito. Schmidt terminou com 52 pontos em 48 jogos naquela temporada, e  Bauer e Dumart, com 43 cada.
Montreal ousou não emprestar Paul Bibeault ao Toronto de novo com sua gra de exibição na temporada passada e, em vez disso, o emprestou a Boston. Mas os Maple Leafs vieram com um bom estreante chamado Frank McCool que venceu o Troféu Memorial Calder como melhor estreante da liga. Pela primeira vez, um time produziu três melhores estreantes consecutivos. McCool e o goleiro de Chicago Mike Karakas empataram na liderança de jogos sem levar gols na liga, sendo 4 para cada.
Bill Durnan venceu o Troféu Vezina pela segunda vez consecutiva com Montreal. Flash Hollett tornou-se o primeiro defensor a marcar 20 gols em uma temporada. O recorde permaneceria até Bobby Orr quebrá-lo várias décadas depois.
Uma negociação importante que ocorreu na temporada foi a troca de Chicago do seu grande defensor Earl Seibert para Detroit poe Don Grosso, Cully Simon e Byron "Butch" McDonald. Após a morte do dono do time Frederic McLaughlin, era apenas uma questão de tempo antes de Bill Tobin trocar Seibert, já que os dois não se davam bem.

### Classificação Final
Nota: PJ = Partidas Jogadas, V = Vitórias, D = Derrotas, E = Empates, Pts = Pontos, GP = Gols Pró, GC = Gols Contra, PEM=Penalizações em Minutos

Times que se classificaram aos play-offs estão destacados em negrito
| National Hockey League | PJ | V  | D  | E  | Pts | GP  | GC  | PEM |
| ---------------------- | -- | -- | -- | -- | --- | --- | --- | --- |
| Montreal Canadiens     | 50 | 38 | 8  | 4  | 80  | 228 | 121 | 376 |
| Detroit Red Wings      | 50 | 31 | 14 | 5  | 67  | 218 | 161 | 260 |
| Toronto Maple Leafs    | 50 | 24 | 22 | 4  | 52  | 183 | 161 | 317 |
| Boston Bruins          | 50 | 16 | 30 | 4  | 36  | 179 | 219 | 275 |
| Chicago Black Hawks    | 50 | 13 | 30 | 7  | 33  | 141 | 194 | 245 |
| New York Rangers       | 50 | 11 | 29 | 10 | 32  | 154 | 247 | 305 |

### Artilheiros
PJ = Partidas Jogadas, G = Gols, A = Assistências, Pts = Pontos, PEM = Penalizações em Minutos
| Jogador         | Time                | PJ | G  | A  | Pts | PEM |
| --------------- | ------------------- | -- | -- | -- | --- | --- |
| Elmer Lach      | Montreal Canadiens  | 50 | 26 | 54 | 80  | 37  |
| Maurice Richard | Montreal Canadiens  | 50 | 50 | 23 | 73  | 46  |
| Toe Blake       | Montreal Canadiens  | 49 | 29 | 38 | 67  | 25  |
| Bill Cowley     | Boston Bruins       | 49 | 25 | 40 | 65  | 12  |
| Ted Kennedy     | Toronto Maple Leafs | 49 | 29 | 25 | 54  | 14  |
| Bill Mosienko   | Chicago Black Hawks | 50 | 28 | 26 | 54  | 0   |
| Joe Carveth     | Detroit Red Wings   | 50 | 26 | 28 | 54  | 6   |
| Ab DeMarco      | New York Rangers    | 50 | 24 | 30 | 54  | 10  |
| Clint Smith     | Chicago Black Hawks | 50 | 23 | 31 | 54  | 0   |
| Syd Howe        | Detroit Red Wings   | 46 | 17 | 36 | 53  | 6   |

## Playoffs

### Semifinais
Toronto Maple Leafs vs. Montreal Canadiens
| Data        | Visitante | Placar | Mandante | Placar | Notas |
| ----------- | --------- | ------ | -------- | ------ | ----- |
| 20 de março | Toronto   | 1      | Montreal | 0      |       |
| 22 de março | Toronto   | 3      | Montreal | 2      |       |
| 24 de março | Montreal  | 4      | Toronto  | 1      |       |
| 27 de março | Montreal  | 3      | Toronto  | 4      | OT    |
| 29 de março | Toronto   | 3      | Montreal | 10     |       |
| 31 de março | Montreal  | 2      | Toronto  | 3      |       |

Toronto venceu a série melhor de 7 por 4-2
Detroit Red Wings vs. Boston Bruins
| Data        | Visitante | Placar | Mandante | Placar | Notas |
| ----------- | --------- | ------ | -------- | ------ | ----- |
| 20 de março | Boston    | 4      | Detroit  | 3      |       |
| 22 de março | Boston    | 4      | Detroit  | 2      |       |
| 24 de março | Detroit   | 3      | Boston   | 2      |       |
| 27 de março | Detroit   | 3      | Boston   | 2      |       |
| 29 de março | Boston    | 2      | Detroit  | 3      | OT    |
| 1 de abril  | Detroit   | 3      | Boston   | 5      |       |
| 3 de abril  | Boston    | 3      | Detroit  | 5      |       |

Detroit venceu a série melhor de 7 por 4-3

### Finais
Toronto Maple Leafs vs. Detroit Red Wings
| Data        | Visitante | Placar | Mandante | Placar | Notas |
| ----------- | --------- | ------ | -------- | ------ | ----- |
| 6 de abril  | Toronto   | 1      | Detroit  | 0      |       |
| 8 de abril  | Toronto   | 2      | Detroit  | 0      |       |
| 12 de abril | Detroit   | 0      | Toronto  | 1      |       |
| 14 de abril | Detroit   | 5      | Toronto  | 3      |       |
| 19 de abril | Toronto   | 0      | Detroit  | 2      |       |
| 21 de abril | Detroit   | 1      | Toronto  | 0      | OT    |
| 22 de abril | Toronto   | 2      | Detroit  | 1      |       |

Toronto venceu a série melhor de 7 por 4-3

## Prêmios da NHL
| Copa O'Brien:              | Detroit Red Wings                  |
| Troféu Príncipe de Gales   | Montreal Canadiens                 |
| Troféu Memorial Calder:    | Frank McCool, Toronto Maple Leafs  |
| Troféu Memorial Hart:      | Elmer Lach, Montreal Canadiens     |
| Troféu Memorial Lady Byng: | Bill Mosienko, Chicago Black Hawks |
| Troféu Vezina:             | Bill Durnan, Montreal Canadiens    |

### Times das Estrelas
| Primeiro Time                              | Position | Segundo Time                       |
| ------------------------------------------ | -------- | ---------------------------------- |
| Bill Durnan, Montreal Canadiens            | G        | Mike Karakas, Chicago Black Hawks  |
| Emile "Butch" Bouchard, Montreal Canadiens | D        | Glen Harmon, Montreal Canadiens    |
| Flash Hollett, Detroit Red Wings           | D        | Babe Pratt, Toronto Maple Leafs    |
| Elmer Lach, Montreal Canadiens             | C        | Bill Cowley, Boston Bruins         |
| Maurice Richard, Montreal Canadiens        | RW       | Bill Mosienko, Chicago Black Hawks |
| Toe Blake, Montreal Canadiens              | LW       | Syd Howe, Detroit Red Wings        |
| Dick Irvin, Montreal Canadiens             | Coach    | Jack Adams, Detroit Red Wings      |

## Estreias
O seguinte é uma lista de jogadores importantes que jogaram seu primeiro jogo na NHL em 1944-45 (listados com seu primeiro time, asterisco(*) marca estreia nos play-offs):
- Fern Flaman, Boston Bruins
- Murray Henderson, Boston Bruins
- Pete Horeck, Chicago Black Hawks
- Ted Lindsay, Detroit Red Wings
- Bill Ezinicki, Toronto Maple Leafs
- Frank McCool, Toronto Maple Leafs

## Últimos Jogos
O seguinte é uma lista de jogadores importantes que jogaram seu último jogo na NHL em 1944-45 (listados com seu último time):
- Bill Thoms, Boston Bruins
- Cully Dahlstrom, Chicago Black Hawks
- Mush March, Chicago Black Hawks
- Johnny Gottselig, Chicago Black Hawks
- Kilby MacDonald, New York Rangers
- Bucko McDonald, New York Rangers